# 历史唯物主义
历史唯物主义（英語：Historical Materialism）是马克思主义哲学的重要组成部分，也称为唯物主义历史观或唯物史观（materialist conception of history）。历史唯物主义为马克思和恩格斯所创立，是根據結合了黑格爾的辯證法與費爾巴哈的機械唯物論的唯物辯證法，去解釋人類歷史演變的過程。历史唯物主义被认为是马克思主义的社会历史观和认识、改造社会的一般方法论。因其主要关注的是对历史规律的阐明，因而历史唯物主义可以归入历史哲学，具体地说是一种思辨的历史哲学。列宁称历史唯物主义为科学的社会学，唯一的科学的历史观和社会科学的唯一科学方法即唯物主义的方法。伯恩施坦则在哲学上否定辩证唯物主义和历史唯物主义。

## 基本内容
不同于历史唯心主义所认为的“理念或者大人物制造历史”或者旧的机械唯物主义的主张“人是环境的产物”，历史唯物主义是一种决定论的学说，以一定历史时期的物质经济生活条件来说明一切历史事变。一切社会变迁和政治变革的终极原因在于生产方式和交换方式的变更。它的基本论点断定：社会存在决定意识。人类社会的历史是可以解释的。这过程不是偶然或任意决定的。要用一定时代的社会基本结构来解释，只要社会还分成阶级的时候，要用阶级斗争来解释。
根据苏联哲学家格奥尔基·费奥多罗维奇·亚历山德罗夫主编的哲学教材《辩证唯物主义》和康斯坦丁诺夫的《历史唯物主义》，历史唯物主义认为历史发展是客观的和有其特定规律的，其最基本的规律就是生产力决定生产关系，生产关系对生产力有反作用（可能促进或阻碍）。伴随着生产力的发展，人类社会会历经原始社会、奴隶社会、封建社会、资本主义社会、社会主义社会，最终走向共产主义社会（此即斯大林所謂“社會發展五段論”）。1938年，斯大林在《论辩证唯物主义和历史唯物主义》中讲：“历史上有五种基本类型的生产关系：原始公社制的、奴隶占有制的、封建制的、资本主义的、社会主义的。”斯大林在《联共（布）党史简明教程》的“辩证唯物主义与历史唯物主义”一节中把五种社会形态体系化，变成了自然科学意义上绝对不可更改的规律。而马克思在《政治经济学批判序言》仅仅讲：“大体说来，亚细亚的、古代的、封建的和现代资产阶级的生产方式可以看作是社会经济形态演进的几个时代”。“大体说来”在马克思这里特指西欧社会形态的演进趋势，到了列宁和斯大林那里，这个“五阶段论”就变成了所有国家所必须遵循的历史规律。1897年列宁在为波格丹诺夫《经济学简明教程》写的书评中讲，政治经济学应该这样来叙述经济发展的各个时期，即原始氏族共产主义时期、奴隶制时期、封建主义和行会时期、资本主义时期。

### 发展动力与规律
历史唯物主义认为：生产力和生产关系之间的矛盾，经济基础和上层建筑之间的矛盾，这是人类社会的基本矛盾。这两对矛盾存在于一切社会形态之中，贯穿于每一个社会形态的始终，决定着其他各种社会矛盾，是推动社会发展的基本动力，决定着社会历史的一般进程。
生产力和生产关系的辩证关系是：
- 生产力决定生产关系：生产力对生产关系起着决定作用、支配作用，其主要表现在两个方面：第一，生产力的性质决定生产关系的性质。第二，生产力的发展变化决定生产关系的改变。[12][13]
- 生产关系反作用于生产力：这种反作用表现为两种情况：第一，适合生产力的性质和发展要求的先进的生产关系，促进生产力的发展；第二，不适合生产力的性质和发展要求的落后的生产关系，阻碍生产力的发展。[14]
- 生产力和生产关系之间的矛盾运动：生产力和生产关系之间的矛盾，在生产发展的不同阶段具有不同的情况。在一种生产关系产生和确立后的一段时间内，它与生产力的性质和发展要求是基本适合的，对生产力的发展具有积极的推动作用，促进生产力以前所未有的速度向前发展。虽然这时生产力和生产关系之间也有矛盾，人们也会自觉或不自觉地对生产关系作某些调整，但却不会引起生产关系的根本变革。[15]

经济基础和上层建筑的辩证关系是： 
- 经济基础决定上层建筑。首先，经济基础的性质决定上层建筑的性质，一定的上层建筑总是为了适应一定的经济基础的需要而建立起来的；经济上占统治地位的阶级，必然在国家政权和意识形式上占统治地位。第二，经济基础的变革决定上层建筑的变革，当经济基础发生变革后，上层建筑迟早会发生变革，以求得与经济基础相适应，经济基础的变化发展还规定着上层建筑变化发展的方向。
- 上层建筑对经济基础具有能动的反作用。这种反作用表现为，上层建筑为经济基础提供政治保障和意识形态形式。这种反作用，取决于上层建筑所服务的经济基础的性质。当上层建筑适合于经济基础的要求时，它就起到巩固经济基础和促进生产力发展的作用。当上层建筑不适应经济基础的要求时，它就起到阻碍生产力发展的作用。[16]
- 经济基础和上层建筑的矛盾运动：经济基础和上层建筑的相互作用，表现为经济基础对上层建筑的决定作用和上层建筑对经济基础的反作用。经济基础的决定作用，是第一性的；上层建筑的反作用是第二性的。经济基础的决定作用是根本性的；上层建筑的反作用是派生的和从属的。经济基础的决定作用与上层建筑的反作用，构成二者之间的矛盾运动，体现为上层建筑必须适合经济基础发展的基本规律。

历史唯物主义认为：在阶级社会中，社会基本矛盾表现为阶级斗争，阶级斗争是阶级社会发展的直接动力；阶级斗争的最高形式是进行社会革命，夺取国家政权，此種觀點日後成為生產力理論的共產基礎之一。

### 阶级斗争动力论
马克思、恩格斯认为阶级斗争是历史的直接动力。恩格斯强调“一切成文史都是阶级斗争的历史，即社会发展各个阶段上被剥削阶级和剥削阶级之间、被统治阶级和统治阶级之间斗争的历史；而这个斗争现在已经达到这样一个阶段，即被剥削被压迫的阶级（无产阶级），如果不同时使整个社会永远摆脱剥削、压迫和阶级斗争，就不再能使自己从剥削它压迫它的那个阶级（资产阶级）下解放出来。”生产力由于阶级对抗的规律而发展起来的。
列宁也说“阶级斗争是全部发展进程的基础和动力。”“阶级斗争，人民中的被剥削部分反对剥削部分的斗争，是政治变革的基础，并且最终决定一切政治变革的命运。”在以阶级划分为基础的社会中，敌对阶级之间的斗争（发展到一定的阶段）势必变成政治斗争。各阶级政治斗争的最严整、最完全和最明显的表现就是各政党的斗争。列宁据此发明了暴力革命论，强调阶级斗争用暴力解决。
斯大林进一步认为社会主义社会前进的动力是阶级斗争，只有通过阶级斗争才能消灭资产阶级。改造资产阶级制度需要无产阶级专政。斯大林认为布哈林主张的阶级斗争熄灭论和资本家长驻社会主义背叛了马克思列宁主义的阶级斗争理论。

### 无产阶级专政
马克思认为阶级斗争必然导致无产阶级专政。在资本主义社会和共产主义社会之间，有一个从前者变为后者的革命转变时期。同这个时期相适应的也有一个政治上的过渡时期，这个时期的国家只能是无产阶级的革命专政。列宁指出，只有承认阶级斗争、同时也承认无产阶级专政的人，才是马克思主义者。无产阶级专政不是阶级斗争的结束，而是阶级斗争在新形式中的继续。无产阶级专政是取得胜利、夺得政权的无产阶级进行阶级斗争，来反对已被打败但还没有被消灭、没有绝迹、没有停止反抗、反而加紧反抗的资产阶级。

### 人与社会发展
历史唯物主义认为：社会历史是由人的活动构成的，社会历史规律是人们自己的社会行动的规律。
历史唯物主义认为：人民群众是社会物质财富和精神财富的创造者，是变革社会制度、推动历史前进的决定力量。另一方面，人民群众创造历史的活动和作用总是受到一定历史阶段的经济、政治和思想文化条件的制约。
历史唯物主义确定了“人民群众是历史发展进步的根本动力”这一基本观点，这个观点也源于英雄人物和人民群众的辩证统一关系。在此基础上，马克思主义确立了其群众路线，即一切为了群众，一切依靠群众，从群众中来，到群众中去。
历史唯物主义认为：人的自然属性和社会属性是辩证统一的，但人的本质在是其社会属性，也即现实性上是一切社会关系的总和。人的社会属性是具体的、历史的。在阶级社会中，阶级性是人的本质属性的重要表现。

## 传播

### 中国
五种社会形态理论进入中国历史是20世纪30年代斯大林在《联共（布）党史简明教程》中把它体系化并传入中国后，经由郭沫若等学者强调马克思主义普遍适应性的结果。《联共（布）党史简明教程》是延安整风的核心教材，“五阶段论”的观念通过这本书的流行，成为中共上上下下的一种思想定势。毛泽东在延安召集马列学院历史研究室主任范文瀾等一批史學家，佈置他們按照馬克思主義的社会進化五阶段论的精神，編造一部徹底否定中國歷史和中華文化的《中国通史简编》供延安干部补习文化之用的历史教科书。《中国通史简编》是第一部运用马克思主义观点系统地叙述中国历史的著作。范文澜采用了吴玉章于1930年提出的“西周封建说”，说明中国古代社会的发展规律经过了原始公社制社会、奴隶社会和封建社会诸阶段，否定亚细亚特殊之说。鸦片战争以前，中国是完整的封建社会。当时在解放区,历史教科书通用范文澜的《中国通史简编》、吕振羽的《简明中國通史》、华岗的《中国民族解放运动史》。郭沫若在《中国古代社会研究》中，认为殷代是“一个原始公社制的氏族社会，至少应该是这种社会的末期”。吕振羽的见解：殷代是中国奴隶社会。中共建国后，以五种社会生产方式为指导的马克思主义新史学占有了无可争议的独尊地位。郭沫若主持,成立了由陈寅恪、陈垣、范文澜、翦伯赞、尹达、刘大年等著名史学家参加的中国历史教科书编委会。郭沫若斩断中国学术传统，执意用“五阶段论”的模式来套裁中国历史，他的观点在1949年尤其是“文革”以后被奉为正统，教育部頒訂的教學大綱以郭沫若《中國古代史的分期問題》写入了各种历史教科书。翦伯赞根据1961年全国文科教材会议制定的计划，主编《中国史纲要》，作为高校文科教材。
1977年，白寿彝发表了长篇演讲《关于中国封建社会的几个问题》，其中讲到“中国封建社会发展的阶段问题”、“中国封建社会史上统一和割据、集权和分权”等问题。1982年教育部政治思想教育司在洛阳召开了全国《辩证唯物主义和历史唯物主义教学大纲》、《政治经济学教学大纲》修订会议。80年代后期和90年代初期历史教育改革后，1992年国家教委制订的《九年义务教育全日制初级中学历史教学大纲》（试用）要求“向学生进行初步的辩证唯物主义和历史唯物主义观点教育”。依据此纲，人教社编写初中三四年制教材两套，包括《中国历史》四册、《世界历史》两册。1996年，国家教委颁布了《全日制普通高级中学历史教学大纲》（供试验用）。关于中国古代史的分期，大纲仍坚持公元前21世纪夏王朝建立为奴隶社会的开始，公元前475年战国时期为中国封建社会的开始，1840年为中国半殖民地半封建社会的开端。在中国古代史内部，则基本仍按传统的分期法，划分为六个阶段。与以往不同的是将原始社会、夏商周和春秋战国统归为“先秦”时期，而将以往归在宋元时期的元朝归入最后一段，合称为元明清时期。高中《历史教学大纲》与《普通高中历史课程标准（实验）》的“五阶段论”是照搬苏联教材观点的结果，苏联历史教材早就在80年代已经放弃这种教条的说法。高中《历史教学大纲》：“人类社会的发展经历了原始社会、奴隶社会、封建社会、资本主义社会、社会主义社会”。《全日制中学历史教学大纲》指出：“奴隶社会比原始社会进步，封建社会比奴隶社会进步,资本主义比封建社会进步，社会主义社会比资本主义社会进步”。2000年教育部在1996年《普通高级中学历史教学大纲》基础上修订而成了《九年义务教育全日制初级中学历史教学大纲》（试用修订版）、《全日制普通高级中学历史教学大纲》（试验修订版）：“使学生进一步运用唯物史观，对社会历史进行观察与思考，逐步形成正确的历史意识”。90年大纲中，对世界现代史的定性从“是帝国主义、殖民主义走向衰落、灭亡，社会主义走向胜利的历史”改变为现在的“是垄断资本主义进一步发展，社会主义曲折前进，两种社会制度长期并存，互相对抗，世界人民争取独立、民主、和平与发展的历史”。2001年，教育部颁布了《全日制义务教育历史课程标准》(实验稿)。
苏联历史唯物主义者認為人类已经经历了前三个阶段，目前正处于向第四阶段过渡的时代（越南、古巴、等自称已经进入社会主义社会，1987年的中國共產黨十三大上，提出了“三步走”经济发展战略，会议指出，中国处于并将长期处于社会主义初级阶段，发展社会生产力所要解决的历史课题，是实现工业化和生产的商品化、社会化、现代化。会议将邓小平“三步走”的发展战略确定下来：第一步，实现国民生产总值比1980年翻一番，解决人民的温饱问题；第二步，到20世纪末，使国民生产总值再增长一倍，人民生活达到小康水平；第三步，到21世纪中叶，人均国民生产总值达到中等发达国家水平，人民生活比较富裕，基本实现现代化。）

## 爭論

### 神学前提
德国犹太裔哲学家卡尔·洛维特在其著作《世界历史与救赎历史——历史哲学的神学前提》中就历史唯物主义的神学前提展开了论述。洛维特指出：正如马克思认为意识形态的历史在经济条件中有与其自我表白不一致的“隐秘历史”，历史唯物主义的真正内涵也无法从马克思的自我表白中获得。实际上，历史唯物主义的实质乃是先知主义的精神——根植于马克思自己的存在及其种族之中的弥赛亚主义。在洛维特看来，历史唯物主义对历史进程的阐释反映了犹太教—基督教解释历史的普遍图式，因而历史唯物主义不过是用经济学语言包装的朝向终极目标前进的救赎史。

### 來自部分学者所作的抨擊
卡尔·波普尔在他頗具影响力的著作《歷史決定論的貧困》和《開放社會及其敵人》中的「历史主义」一詞是指：“社会科学的一种方法，假定预测历史是它的首要目标，并假定这个目标可以通过发现历史演变背后的“节奏”、“模式”、“法則”或“趋势”來实现。”卡尔·波普在《開放社會及其敵人》中指马克思等人为“开放社会的敌人”，理由是他們的历史主义声称历史有一个必然的和确定的模式，因此我们个人對於社会的发展沒有自由決定與贡献的责任，导致极权主义。
中国学者吴思在一次演讲中指出：马克思在进行历史考量的时候把暴力因素很大程度上忽视了，《资本论》的逻辑起点本身不应该是“等价交换”，而是“暴力均衡”只有当人与人之间或者团体和团体之间的暴力达到了均衡，“等价交换”的逻辑才在一定程度上得以实现。若暴力水平间相差悬殊，则整个《资本论》的逻辑都不能达成，因为强者会无条件的吞并弱者。所以暴力是自主而不是被动的成为历史发展的力量，若不好好考量暴力集团的行为方式和生存逻辑，那么唯物史观的定然是有缺陷的。然而，這一説法的批駁者認為，暴力行為也能納入等价交换框架之中並無矛盾，因為有強大暴力者的能力也是透過以往多種代價的付出等價交換而來，並非無償俱來。

### 來自馬克思主義所作的辯護
二十世紀九十年代初蘇聯解體後，許多馬克思主義思想開始被認為是不合時宜的。「更新」歷史唯物主義的一項重大努力來自歷史學家艾伦·梅克辛斯·伍德，她在1995年寫道：「共產主義的崩潰代表著馬克思主義關於末期危機的假設是錯誤的。除其他外，人們可能會認為，在資本主義必勝主義盛行的時期，追求實現馬克思主義的主要目標──對資本主義的抨擊 的空間比以往任何時候都更大。」 
歷史唯物主義的核心是堅持資本主義的歷史性和特殊性、否認其規律是歷史的普遍規律 … 它關注資本主義的特殊性作為一個具有歷史起源和歷史的時刻。具有特定系統的理則的目的鼓勵古典政治經濟學和傳統進步觀念所缺乏的真正歷史感，這對其他生產方式的歷史研究也具有潛在的富有成效的影響。——埃倫·梅克辛斯·伍德，《反對資本主義的民主主義》
伍德引用馬克思的著作《關於費爾巴哈的提綱》，聲稱歷史唯物論應被理解為「解釋世界以改變世界的理論基礎」。